# 英語ビジネスワールド
英語ビジネスワールド（えいごビジネスワールド）は、1998年4月8日から2003年4月2日までNHK教育テレビで放送されたテレビ番組である。

## 概要
ビジネス英語の学習を中心に最新のビジネス情報も伝える語学番組である。

## 放送時間
- 1998年度
  - 水曜日 07:10 - 07:30
  - 水曜日 12:30 - 12:50
  - 木曜日 23:45 - 24:05
- 1999年度 - 2002年度
  - 水曜日 07:10 - 07:30
  - 水曜日 12:30 - 12:50
  - 木曜日 24:00 - 24:20
- 2003年度後期
  - 木曜日 23:10 - 23:30
  - 水曜日 06:50 - 07:10
  - 水曜日 12:10 - 12:30

## 1998年度
- 司会
  - 前期・基礎シリーズ：光岡ディオン[1]
  - 後期・応用シリーズ：小笠原陽子
- 講師：小林薫[1]

| タイトル                                      | 放送日         |
| --------------------------------------------- | -------------- |
| ところ変われば                                | 1998年4月8日   |
| 苦は楽のタネ                                  | 1998年4月15日  |
| 失敗は努力のあかし                            | 1998年4月22日  |
| 意見がピッタリ                                | 1998年4月29日  |
| 良いマナーはお得です                          | 1998年5月6日   |
| 最後になりましたが                            | 1998年5月13日  |
| 腹がへっては…                                 | 1998年5月20日  |
| 宴も終わり?                                   | 1998年5月27日  |
| 要件を絞ること                                | 1998年6月3日   |
| パイは増える                                  | 1998年6月10日  |
| 会議は文化の反映                              | 1998年6月17日  |
| ゲームのエネルギーを仕事に                    | 1998年6月24日  |
| ビジョンを役立たせる                          | 1998年7月1日   |
| 需要を創造せよ                                | 1998年7月8日   |
| 顧客の期待を超えよ                            | 1998年7月15日  |
| 品質は皆の責任                                | 1998年7月22日  |
| 生産性は今日の世界の不思議だ                  | 1998年7月29日  |
| 法は弱者を守る                                | 1998年8月5日   |
| 意志疎通が肝心                                | 1998年8月12日  |
| 評価できればマネジできる                      | 1998年8月19日  |
| ときには弁護士が弁護士を必要とする            | 1998年8月26日  |
| 物の流れは高くつく                            | 1998年9月2日   |
| 財務管理は自由をもたらす                      | 1998年9月9日   |
| 機会は自ら作るもの                            | 1998年9月16日  |
| 汝自身を知れ                                  | 1998年9月23日  |
| 驚きの99%はマイナス                           | 1998年9月30日  |
| 真珠を探るには深く潜れ                        | 1998年10月7日  |
| 単に製品だけでなく、解決策を売ろう            | 1998年10月14日 |
| 現在の顧客との接触を深めよう                  | 1998年10月21日 |
| 望むものをお客に                              | 1998年10月28日 |
| マーケティングで差をつけよう                  | 1998年11月4日  |
| 金よりも物のほうが手に入れやすい              | 1998年11月11日 |
| リーダーだからこそ従う                        | 1998年11月18日 |
| 腹が立ったら4まで数えて、とても立ったら悪口を | 1998年11月25日 |
| 適度の厳しさこそ肝心                          | 1998年12月2日  |
| パートナーとして扱うことが真のパートナーを    | 1998年12月9日  |
| 何が重要かを知るには心を静かに                | 1998年12月16日 |
| 事業にリスクはつきもの                        | 1998年12月23日 |
| 指導者とは夢を商う人                          | 1998年12月30日 |
| 海外で働くのは＂安全＂?                       | 1999年1月6日   |
| 世界的な経済危機の中で企業は何をなすべきか    | 1999年1月13日  |
| 互いの共通点に注目                            | 1999年1月20日  |
| パラドックスの時代を考える                    | 1999年1月27日  |
| 常に恐れていることをなせ                      | 1999年2月3日   |
| 真実は最も安全なウソ                          | 1999年2月10日  |
| わが国の産業に欠けているのは知恵              | 1999年2月17日  |
| 日本を見習うな?                               | 1999年2月24日  |
| 世界企業経営の問題点を探る                    | 1999年3月3日   |
| ニューヨーク・リポート総集編 1                | 1999年3月10日  |
| ニューヨーク・リポート総集編 2                | 1999年3月17日  |
| ニューヨーク・リポート総集編 3                | 1999年3月24日  |
| 小林薫の英語上達法 総まとめ                   | 1999年3月31日  |

## 1999年度
4月から9月は「基礎編」、10月から11月は「異文化コミュニケーション」、12月から2月は「ビジネス交渉術」、3月は「総集編」で構成。
- 講師：田中宏昌、小池浩子、高杉尚孝
- アシスタント：家有文子

| タイトル                             | 放送日         |
| ------------------------------------ | -------------- |
| 上司への電話                         | 1999年4月7日   |
| 初対面の挨拶                         | 1999年4月14日  |
| 自社紹介                             | 1999年4月21日  |
| 会議の準備                           | 1999年4月28日  |
| 会議を切り回す                       | 1999年5月5日   |
| 人材開発                             | 1999年5月12日  |
| 会場の予約                           | 1999年5月19日  |
| 対立                                 | 1999年5月26日  |
| パーティーで                         | 1999年6月2日   |
| 問題の核心を探る                     | 1999年6月9日   |
| 多様な人材を活用する                 | 1999年6月16日  |
| 評価とフィードバック                 | 1999年6月23日  |
| チェンジ：組織の中でチェンジを進める | 1999年6月30日  |
| 接待 来客を迎える                    | 1999年7月7日   |
| 面接 採用面接                        | 1999年7月14日  |
| 人事管理 遅刻・常習欠勤              | 1999年7月21日  |
| クリティーク クリティークを受ける    | 1999年7月28日  |
| チームワーク                         | 1999年8月4日   |
| コミュニケーション                   | 1999年8月11日  |
| 信頼関係                             | 1999年8月18日  |
| 会話を楽しむ                         | 1999年8月25日  |
| ビジネス・パートナー                 | 1999年9月1日   |
| 人材育成                             | 1999年9月8日   |
| ビジネス習慣                         | 1999年9月15日  |
| 内部交渉                             | 1999年9月22日  |
| 禀議                                 | 1999年9月29日  |
| 国際人の要件                         | 1999年10月6日  |
| 伝える力                             | 1999年10月13日 |
| 率先して話す                         | 1999年10月20日 |
| 自文化中心主義を防ぐ                 | 1999年10月27日 |
| 正確な情報収集と解釈                 | 1999年11月3日  |
| 柔軟な思考をする                     | 1999年11月10日 |
| 自分を認め、他も認める               | 1999年11月17日 |
| 1プラス1は2より大きい                | 1999年11月24日 |
| 相手の真意を理解する                 | 1999年12月1日  |
| 論理と理性を重んじる                 | 1999年12月8日  |
| 自分を守る交渉力                     | 1999年12月15日 |
| 目標設定と譲歩の仕方                 | 1999年12月22日 |
| 伝える強い意志を持つ                 | 1999年12月29日 |
| いやならおやめください               | 2000年1月5日   |
| いいやつ わるいやつ                  | 2000年1月12日  |
| もっと勉強できるでしょう?            | 2000年1月19日  |
| 他社と比べますと?                    | 2000年1月26日  |
| これもおまけしといて                 | 2000年2月2日   |
| 予算はこれだけ                       | 2000年2月9日   |
| もう公表してしまいました             | 2000年2月16日  |
| もしもし、これでお願いします         | 2000年2月23日  |
| N.Y&L.Aフロントライン 総集編 1       | 2000年3月1日   |
| N.Y&L.Aフロントライン 総集編 2       | 2000年3月8日   |
| N.Y&L.Aフロントライン 総集編 3       | 2000年3月15日  |
| N.Y&L.Aフロントライン 総集編 4       | 2000年3月22日  |
| N.Y&L.Aフロントライン 総集編 5       | 2000年3月29日  |

## 2000年度
- 司会：シルビア羽根
- 講師
  - 前期・基礎編：田中宏昌
  - 後期・応用編：藤井正嗣

| タイトル                                      | 放送日         |
| --------------------------------------------- | -------------- |
| 出会い                                        | 2000年4月5日   |
| 人事マネージャー会議で                        | 2000年4月12日  |
| ビジネスランチ                                | 2000年4月19日  |
| 招待されて                                    | 2000年4月26日  |
| 会議に参加する                                | 2000年5月3日   |
| 営業研修に出席する                            | 2000年5月10日  |
| 外部リソースの活用                            | 2000年5月17日  |
| グループ討議                                  | 2000年5月24日  |
| 4・5月の復習                                  | 2000年5月31日  |
| プレゼンテーションの導入部分                  | 2000年6月7日   |
| 聴衆の興味を引きつける                        | 2000年6月14日  |
| 視覚に訴える                                  | 2000年6月21日  |
| 質問に対処する                                | 2000年6月28日  |
| フォロワーシップ 1 上司の相談を受ける         | 2000年7月5日   |
| フォロワーシップ 2 上司に提案する             | 2000年7月12日  |
| フォロワーシップ 3                            | 2000年7月19日  |
| フォロワーシップ 4 批判を受ける               | 2000年7月26日  |
| トラブル 1 本社とのトラブル                   | 2000年8月2日   |
| トラブル 2 部門を越えたチームワーク           | 2000年8月9日   |
| トラブル 3 顧客とのトラブル                   | 2000年8月16日  |
| トラブル 4 若い部下を指導する                 | 2000年8月23日  |
| 6・7・8月の復習                               | 2000年8月30日  |
| リーダーシップ 1 信頼関係を築く               | 2000年9月6日   |
| リーダーシップ 2 人材を育成する               | 2000年9月13日  |
| リーダーシップ 3 依頼する                     | 2000年9月20日  |
| リーダーシップ 4 業績を評価する               | 2000年9月27日  |
| 売るための仕組み作り 1 マーケティングとは何か | 2000年10月4日  |
| 売るための仕組み作り 2 マーケティング分析     | 2000年10月11日 |
| 売るための仕組み作り 3 顧客と市場の絞り込み   | 2000年10月18日 |
| 売るための仕組み作り 4                        | 2000年10月25日 |
| お金は生きている 1 損益計算書                 | 2000年11月1日  |
| お金は生きている 2 貸借対照表                 | 2000年11月8日  |
| お金は生きている 3                            | 2000年11月15日 |
| お金は生きている 4 お金の時間価値             | 2000年11月22日 |
| 10・11月の復習                                | 2000年11月29日 |
| 企業文化                                      | 2000年12月6日  |
| 成果主義                                      | 2000年12月13日 |
| 職場の差別                                    | 2000年12月20日 |
| ビジネス倫理                                  | 2000年12月27日 |
| 業界分析                                      | 2001年1月5日   |
| 競争優位                                      | 2001年1月17日  |
| グローバル戦略                                | 2001年1月24日  |
| シナジー                                      | 2001年1月31日  |
| ＩＴとビジネス                                | 2001年2月7日   |
| 起業家精神                                    | 2001年2月14日  |
| 企業統治                                      | 2001年2月21日  |
| 21世紀のリーダーシップ                        | 2001年2月28日  |
| ビジネスセンスを教育に生かす                  | 2001年3月7日   |
| ＩＴでビジネスが動く                          | 2001年3月14日  |
| 町が変わる                                    | 2001年3月21日  |
| アメリカン・ライフスタイル                    | 2001年3月28日  |

## 2001年度前期
- 司会：前田真理子
- 講師：田中宏昌

| タイトル                                                            | 放送日        |
| ------------------------------------------------------------------- | ------------- |
| 商品の売り込み 1 アポイントメント                                   | 2001年4月4日  |
| 商品の売り込み 2 オファー                                           | 2001年4月11日 |
| 商品の売り込み 3 オプション                                         | 2001年4月18日 |
| 商品の売り込み 4 オルタナティブ                                     | 2001年4月25日 |
| 商品を買う 1 交渉の準備をする                                       | 2001年5月2日  |
| 商品を買う 2 条件の提示を受ける                                     | 2001年5月9日  |
| 商品を買う 3 提示された条件に対応する                               | 2001年5月16日 |
| 商品を買う 4 合意に結びつける                                       | 2001年5月23日 |
| 商品を買う 5 分析タイプへの対応                                     | 2001年5月30日 |
| 苦情を伝える 1 苦情を申し出る                                       | 2001年6月6日  |
| 苦情を伝える 2 解決策の交渉をする                                   | 2001年6月13日 |
| 苦情を伝える 3 交渉を締めくくる                                     | 2001年6月20日 |
| 苦情を伝える 4 ランブラーへの対応                                   | 2001年6月27日 |
| アイデアを練り上げる 1 企画を勧める                                 | 2001年7月4日  |
| アイデアを練り上げる 2 フィードバックを受ける                       | 2001年7月11日 |
| アイデアを練り上げる 3 新しいアイデアを共同で作り上げる             | 2001年7月18日 |
| アイデアを練り上げる 4 ディストラクターに対応する                   | 2001年7月25日 |
| 苦情を受ける 相手の要望を聞き出す                                   | 2001年8月1日  |
| 苦情を受ける スタンダードを確立する                                 | 2001年8月8日  |
| 苦情に対応する 第三者を活用する                                     | 2001年8月15日 |
| 苦情に対応する 強い主張に対応する                                   | 2001年8月22日 |
| 苦情に対応する パートナーをサポートする                             | 2001年8月29日 |
| 世界レベルのネットワークを作り上げる 1 意思決定に影響を与える       | 2001年9月5日  |
| 世界レベルのネットワークを作り上げる 2 値下げの要求                 | 2001年9月12日 |
| 世界レベルのネットワークを作り上げる 3 パートナーシップを作り上げる | 2001年9月19日 |
| 世界レベルのネットワークを作り上げる 4 交渉を締めくくる             | 2001年9月26日 |

## 2001年度後期
- 司会：田村あゆち
- 講師：高杉尚孝

| タイトル                                                    | 放送日         |
| ----------------------------------------------------------- | -------------- |
| ストレス管理に不可欠な健全思考 1 ストレス発生過程を理解する | 2001年10月3日  |
| ストレス管理に不可欠な健全思考 2 “ねばならぬ思考”からの脱却 | 2001年10月10日 |
| ストレス管理に不可欠な健全思考 3 “絶望悲観思考”の置き替え   | 2001年10月17日 |
| ストレス管理に不可欠な健全思考 4 “耐性欠乏思考”に打ち勝つ   | 2001年10月24日 |
| ストレス管理に不可欠な健全思考 5 “非難卑下思考”を避ける     | 2001年10月31日 |
| 不安を克服する                                              | 2001年11月7日  |
| 落ち込みを回避する                                          | 2001年11月14日 |
| 怒りを乗り越える                                            | 2001年11月21日 |
| 罪悪感を拭い去る                                            | 2001年11月28日 |
| 逃げずに対応                                                | 2001年12月5日  |
| 閉じこもらずに前向きに                                      | 2001年12月12日 |
| 攻撃せずに穏やかに                                          | 2001年12月19日 |
| 行為を責めても自身は責めず                                  | 2001年12月26日 |
| 昇進を逃す                                                  | 2002年1月9日   |
| 売上目標未達                                                | 2002年1月16日  |
| 同僚との意見対立                                            | 2002年1月23日  |
| 低い業績評価を受ける                                        | 2002年1月30日  |
| 無能な上司に仕える                                          | 2002年2月6日   |
| 難しい交渉に挑む                                            | 2002年2月13日  |
| 職を失う                                                    | 2002年2月20日  |
| 倒産する                                                    | 2002年2月27日  |
| ニューヨークのビジネス事情                                  | 2002年3月6日   |
| ユニークな商売                                              | 2002年3月13日  |
| ニューヨーカーたちのストレス管理法                          | 2002年3月20日  |
| インタビュー特集                                            | 2002年3月27日  |

## 2002年度前期
- アシスタント：堤あきこ
- 講師：本間正人

| タイトル                   | 放送日        |
| -------------------------- | ------------- |
| アポをとる                 | 2002年4月3日  |
| 場所を決める               | 2002年4月10日 |
| 納期を保証する             | 2002年4月17日 |
| 一度約束したことを修正する | 2002年4月24日 |
| 企画を提案する             | 2002年5月1日  |
| 製品を売る                 | 2002年5月8日  |
| 会合に誘う                 | 2002年5月15日 |
| 改善提案する               | 2002年5月22日 |
| インタビュー特集           | 2002年5月29日 |
| 会社を紹介する             | 2002年6月5日  |
| 理由を述べる               | 2002年6月12日 |
| 言い訳する                 | 2002年6月19日 |
| 理解を得る                 | 2002年6月26日 |
| しかる                     | 2002年7月3日  |
| 謝る                       | 2002年7月10日 |
| ほめる                     | 2002年7月17日 |
| お礼を言う                 | 2002年7月24日 |
| 問い合わせる               | 2002年7月31日 |
| 事実関係を照会する         | 2002年8月7日  |
| 誤解の危険を減らす         | 2002年8月14日 |
| 念を押す                   | 2002年8月21日 |
| 国内リポート・スペシャル   | 2002年8月28日 |
|                            | 2002年9月4日  |
| 立場を述べる               | 2002年9月11日 |
| 意見を明確にする           | 2002年9月18日 |
| 決意を示す                 | 2002年9月25日 |

## 2002年度後期
- 司会：ケネス・ペクター、桑原りさ
- 講師：権藤知子

2003年度後期に再放送。
| タイトル                         | 初回放送日     |
| -------------------------------- | -------------- |
| 初対面で自分をアピール           | 2002年10月2日  |
| 上司とコミュニケーション         | 2002年10月9日  |
| 任された仕事をやり遂げる         | 2002年10月16日 |
| どうする?!電話応対               | 2002年10月23日 |
| 部下に仕事を依頼する             | 2002年10月30日 |
| チームを立ち上げる               | 2002年11月6日  |
| ブレインストーミングを成功に導く | 2002年11月13日 |
| 議論の方向付けをする             | 2002年11月20日 |
| 意見をまとめる                   | 2002年11月27日 |
| いざ!取り引き先訪問              | 2002年12月4日  |
| 商談を始める                     | 2002年12月11日 |
| 初めての商談で契約?              | 2002年12月18日 |
| 日本的“本音”と”建前”             | 2002年12月25日 |
| 納期の交渉                       | 2003年1月8日   |
| 試作品の仕様に間違い             | 2003年1月15日  |
| 納期の遅れ?                      | 2003年1月22日  |
| 出荷に手違い!                    | 2003年1月29日  |
| アポイントメントをとる           | 2003年2月5日   |
| プレゼンテーションは初めが肝心   | 2003年2月12日  |
| 相手の疑問にこたえる             | 2003年2月19日  |
| 今後のビジネスにつなげる         | 2003年2月26日  |
| 来日前の準備                     | 2003年3月5日   |
| 工場を案内する                   | 2003年3月12日  |
| プロジェクトをアピール!          | 2003年3月19日  |
| 喜ばれる“接待”をアレンジ         | 2003年3月26日  |
| 昇進の打診                       | 2003年4月2日   |